# Hyagnis philippinensis
Hyagnis philippinensis es una especie de escarabajo longicornio del género Hyagnis, subfamilia Lamiinae. Fue descrita científicamente por Breuning en 1966.
Se distribuye por Filipinas. Posee una longitud corporal de 8 milímetros.